# Шиншедур
Шиншедур (мар. Шеҥыштӱр) — деревня в Моркинском районе Республики Марий Эл. Входит в состав Шалинского сельского поселения.

## География
Находится в юго-восточной части республики Марий Эл на расстоянии приблизительно 8 км по прямой на юго-запад от районного центра посёлка Морки.

## История
Известна с 1839 года как выселок с 19 дворами, 50 душами мужского пола. В 1895 году в выселке (тогда Шеньшедур) проживали 219 человек (мари), в 1924 году 292 человека, в 1959 году 233. В 1980-е года жители деревни начали уезжать из родных мест. В 2004 году в деревне оставалось 18 хозяйств. В советское время работал колхоз «Кугуэр».

## Население
Население составляло 42 человека (мари 100 %) в 2002 году, 26 в 2010.